# Ronde van Frankrijk 1967
| Route van de Ronde van Frankrijk 1967. |                         |              |
| Eindklassement                         |                         |              |
| Algemeen klassement                    | Roger Pingeon           | 136h 53' 50" |
| Tweede                                 | Julio Jiménez           | + 3' 40"     |
| Derde                                  | Franco Balmamion        | + 7' 23"     |
| Vierde                                 | Désiré Letort           | + 8' 18"     |
| Vijfde                                 | Jan Janssen             | + 9' 47"     |
| Zesde                                  | Lucien Aimar            | + 9' 47"     |
| Zevende                                | Felice Gimondi          | + 10' 14"    |
| Achtste                                | Jos Huysmans            | + 16' 45"    |
| Negende                                | Raymond Poulidor        | + 18' 18"    |
| Tiende                                 | Fernando Manzaneque     | + 19'22"     |
| Rode Lantaarn                          | Jean-Pierre Genet (88e) | + 2h 21' 00" |
| Puntenklassement                       | Jan Janssen             | 154 punten   |
| Tweede                                 | Guido Reybrouck         | 119 punten   |
| Derde                                  | Georges Vandenberghe    | 111 punten   |
| Bergklassement                         | Julio Jiménez           | 122 punten   |
| Tweede                                 | Franco Balmamion        | 68 punten    |
| Derde                                  | Raymond Poulidor        | 53 punten    |
| Ploegenklassement                      | Frankrijk               | -            |
| Tweede                                 | Nederland               | -            |
| Derde                                  | Primavera (Italië B)    | -            |

De 54e editie van de Ronde van Frankrijk ging van start op 29 juni 1967 in Angers. Hij eindigde op 23 juli in Parijs. Er stonden 130 renners verdeeld over 13 ploegen aan de start.
Deze Tour werd gewonnen door de Fransman Roger Pingeon, maar deze Ronde van Frankrijk wordt vooral herinnerd als de Tour waarin Tom Simpson overleed op de Mont Ventoux. Simpson was een van de favorieten voor de eindzege, maar in de 13e etappe zou Simpson overlijden aan een combinatie van hitte, alcohol en doping. Simpson viel van zijn fiets op iets meer dan een kilometer van de top. Zijn ploegleider hielp hem weer op de fiets, maar even later viel Simpson opnieuw. Onderweg naar het ziekenhuis overleed de Brit.
In 1967 werd de Ronde van Frankrijk voor het eerst geopend met een proloog - een korte tijdrit. José-Maria Errandonea won deze proloog.

## Gegevens
- Aantal ritten: 22
- Totale afstand: 4780 km
- Gemiddelde snelheid: 34.756 km/u
- Aantal deelnemers: 130
- Aantal uitgevallen: 42

## Belgische en Nederlandse prestaties
In totaal namen er 20 Belgen en 10 Nederlanders deel aan de Tour van 1967.

### Belgische etappezeges
- Walter Godefroot won de 1e etappe deel B van Angers naar St.Malo
- Willy Van Neste won de 2e etappe van St. Malo naar Caen
- Guido Reybrouck won de 4e etappe van Amiens naar Roubaix en de 9e etappe van Belfort naar Divonne-les-Bains
- Herman Vanspringel won de 6e etappe van Jambes naar Metz
- De Belgische ploeg won de 5e etappe deel B: de ploegentijdrit van Jambes naar Jambes

### Nederlandse etappezeges
- Jan Janssen won de 13e etappe van Marseille naar Carpentras. Dit was de etappe waarin Tom Simpson overleed.

## Etappes
| Datum   | Etappe  | Start - finish                            | Afstand (km) | Winnaar | Team | Klassementsleider     |
| ------- | ------- | ----------------------------------------- | ------------ | --- | --- | --------------------- |
| 29 juni | P       | Angers - Angers                           | 5,775        | José-Maria Errandonea | Spanje A | José-Maria Errandonea |
| 30 juni | 1       | Angers - Saint-Malo                       | 185,5        | Walter Godefroot | België B | José-Maria Errandonea |
| 1 juli  | 2       | Saint-Malo - Caen                         | 180          | Willy Van Neste | België A | Willy Van Neste       |
| 2 jul   | 3       | Caen - Amiens                             | 248          | Marino Basso | Italië B | Giancarlo Polidori    |
| 3 juli  | 4       | Amiens - Roubaix                          | 191          | Guido Reybrouck | België B | Jos Spruyt            |
| 4 juli  | 5a      | Roubaix - Jambes                          | 172          | Roger Pingeon | Frankrijk A | Roger Pingeon         |
| 4 juli  | 5b      | Jambes - Jambes (ploegentijdrit)          | 17           | België A (Brands, Huysmans, Monty, Planckaert, Spruyt, Vandenberghe, van den Bossche, van Looy, van Neste en Vanspringel | België A (Brands, Huysmans, Monty, Planckaert, Spruyt, Vandenberghe, van den Bossche, van Looy, van Neste en Vanspringel | Roger Pingeon         |
| 5 juli  | 6       | Jambes - Metz                             | 238          | Herman Vanspringel | België A | Roger Pingeon         |
| 6 juli  | 7       | Metz - Straatsburg                        | 205,5        | Michael Wright | Groot-Brittannië | Raymond Riotte        |
| 7 juli  | 8       | Straatsburg - Belfort                     | 215          | Lucien Aimar | Frankrijk A | Roger Pingeon         |
| 8 juli  | Rustdag | Rustdag                                   | Rustdag      | Rustdag | Rustdag | Rustdag               |
| 9 juli  | 9       | Belfort - Divonne-les-Bains               | 238,5        | Guido Reybrouck | | Roger Pingeon         |
| 10 juli | 10      | Divonne-les-Bains - Briançon              | 243          | Felice Gimondi | | Roger Pingeon         |
| 11 juli | 11      | Briançon - Digne-les-Bains                | 197          | José Samyn | | Roger Pingeon         |
| 12 juli | 12      | Digne-les-Bains - Marseille               | 207,5        | Raymond Riotte | | Roger Pingeon         |
| 13 juli | 13      | Marseille - Carpentras                    | 211,5        | Jan Janssen | | Roger Pingeon         |
| 14 juli | 14      | Carpentras - Sète                         | 201,5        | Barry Hoban* | | Roger Pingeon         |
| 15 juli | Rustdag | Rustdag                                   | Rustdag      | Rustdag | Rustdag | Rustdag               |
| 16 juli | 15      | Sète - Toulouse                           | 230,5        | Rolf Wolfshohl | | Roger Pingeon         |
| 17 juli | 16      | Toulouse - Luchon                         | 188          | Fernando Manzaneque | | Roger Pingeon         |
| 18 juli | 17      | Luchon - Pau                              | 250          | Raymond Mastrotto | | Roger Pingeon         |
| 19 juli | 18      | Pau - Bordeaux                            | 206,5        | Marino Basso | | Roger Pingeon         |
| 20 juli | 19      | Bordeaux - Limoges                        | 217          | Jean Stablinski | | Roger Pingeon         |
| 21 juli | 20      | Limoges - Puy de Dôme                     | 222          | Felice Gimondi | | Roger Pingeon         |
| 22 juli | 21      | Clermont-Ferrand - Fontainebleau          | 359          | Paul Lemeteyer | | Roger Pingeon         |
| 23 july | 22a     | Fontainebleau - Versailles                | 104          | René Binggeli | | Roger Pingeon         |
| 23 july | 22b     | Versailles - Parijs (individuele tijdrit) | 46,4         | Raymond Poulidor | | Roger Pingeon         |

- In de 14e etappe kreeg Barry Hoban de vrijgeleide van het peloton, omdat hij de kamergenoot van Tom Simpson was. Het was een soort herdenkingsetappe. (Bron: Andere Tijden Sport, Mont Ventoux)

 winnaars gele trui · 
 puntenklassement · 
 bergklassement · 
 jongerenklassement · 
 tussensprintklassement · 
 combinatieklassement · 
 ploegenklassement · 
 strijdlust · 
rode lantaarn
records · meeste deelnames · ranglijst etappewinnaars · bekende beklimmingen · valpartijen · dopinggevallen · Grand Départ · Souvenir Henri Desgrange
1903 · 
1904 · 
1905 · 
1906 · 
1907 · 
1908 · 
1909 · 
1910 · 
1911 · 
1912 · 
1913 · 
1914 ·
1915 ·
1916 ·
1917 ·
1918 · 
1919 · 
1920 · 
1921 · 
1922 · 
1923 · 
1924 · 
1925 · 
1926 · 
1927 · 
1928 · 
1929 · 
1930 · 
1931 · 
1932 · 
1933 · 
1934 · 
1935 · 
1936 · 
1937 · 
1938 · 
1939 · 
1940 ·
1941 ·
1942 ·
1943 ·
1944 ·
1945 ·
1946 ·
1947 · 
1948 · 
1949 · 
1950 · 
1951 · 
1952 · 
1953 · 
1954 · 
1955 · 
1956 · 
1957 · 
1958 · 
1959 · 
1960 · 
1961 · 
1962 · 
1963 · 
1964 · 
1965 · 
1966 · 
1967 · 
1968 · 
1969 · 
1970 · 
1971 · 
1972 · 
1973 · 
1974 · 
1975 · 
1976 · 
1977 · 
1978 · 
1979 · 
1980 · 
1981 · 
1982 · 
1983 · 
1984 · 
1985 · 
1986 · 
1987 · 
1988 · 
1989 · 
1990 · 
1991 · 
1992 · 
1993 · 
1994 · 
1995 · 
1996 · 
1997 · 
1998 · 
1999 · 
2000 · 
2001 · 
2002 · 
2003 · 
2004 · 
2005 · 
2006 · 
2007 · 
2008 · 
2009 · 
2010 · 
2011 · 
2012 · 
2013 · 
2014 · 
2015 · 
2016 · 
2017 · 
2018 · 
2019 ·
2020 · 
2021 · 
2022 · 
2023 · 
2024 · 
2025